# Smart Axiata
Smart Axiata, o semplicemente Smart (ex Hello Axiata e Smart Mobile), è un fornitore di servizi di telecomunicazioni cambogiano.

## Attività
È tra i maggiori operatori del Paese asiatico, servendo più di otto milioni di utenti. Inoltre, è stata la prima impresa a diffondere la tecnologia 4G in Cambogia.